# Wieze Christmas Tripel Hop
Wieze Christmas Tripel Hop was een Belgisch bier. Het werd gebrouwen door Brouwerij Wieze te Wieze.

## Achtergrond
Bieren van het merk Wieze bestonden reeds lang en werden gebrouwen door Brouwerij Van Roy. Toen deze in 1997 definitief failliet ging, verdween ook het bier. De naam kwam in handen van Brouwerij Haacht, maar die deed er niets mee. In 2009 werd het merk gekocht door "brouwerij Wieze", maar deze brouwerij had niets te maken met de oorspronkelijke brouwerij, die toen al afgebroken was. Het was in deze periode dat Wieze Christmas Tripel Hop gebrouwen werd. In 2013 zette brouwerij Wieze haar activiteiten stop. Het merk werd daarop overgenomen door Wieze Beer Belgium nv, die op vandaag enkel de Wieze Tripel laat brouwen. Het oorspronkelijke logo, een ober met een bierglas op een dienblad, werd in ere hersteld en staat onder meer op de kroonkurken, de bierkaartjes en het vernieuwde flesje.

## Het bier
Wieze Christmas Tripel Hop was een amberkleurig tripel kerstbier met een alcoholpercentage van 8%. Het bier werd voor het eerst gebrouwen in juli 2011, maar is niet meer beschikbaar.